# Playa Mayabeque

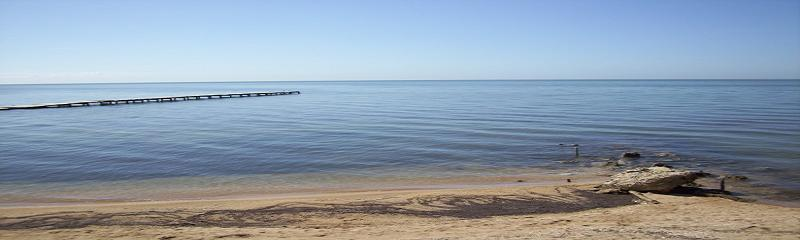
Playa Mayabeque

 Die Playa Mayabeque liegt 13 Kilometer südlich der Innenstadt von Melena del Sur in der kubanischen Provinz Mayabeque. Ihre Gewässer sind schlammig, und einige der Bewohner der Gegend schreiben ihnen Heilkräfte zu.

## Geschichte

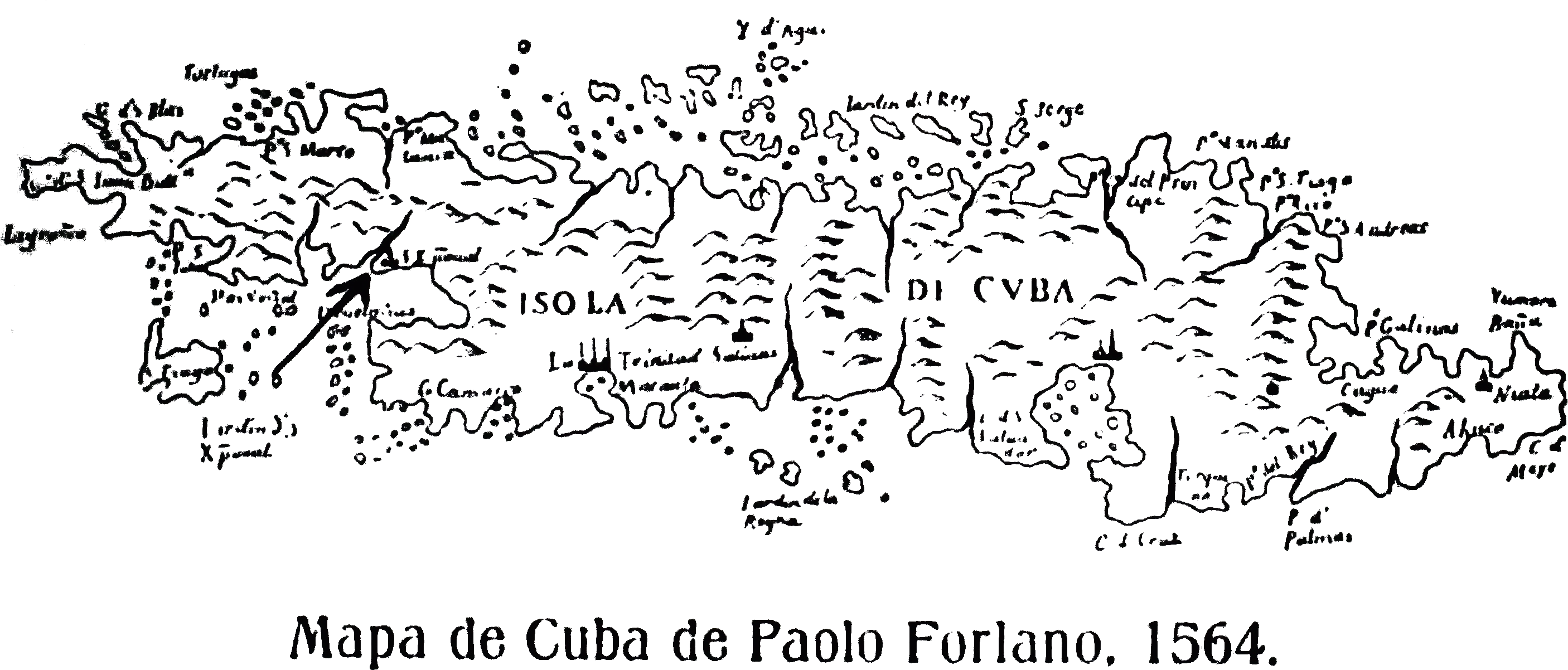

Historikern zufolge war es diese Küste, an der die Stadt San Cristóbal de La Habana im Jahre 1515 zum ersten Mal gegründet wurde, bevor sie an der Nordküste verschoben wurde. Deshalb erscheint im Wappen von Melena del Sur der lateinische Satz „HIC PRIMO HABANA CONDITA EST“ (Hier wurde Havanna zum ersten Mal gegründet).

## Vegetation

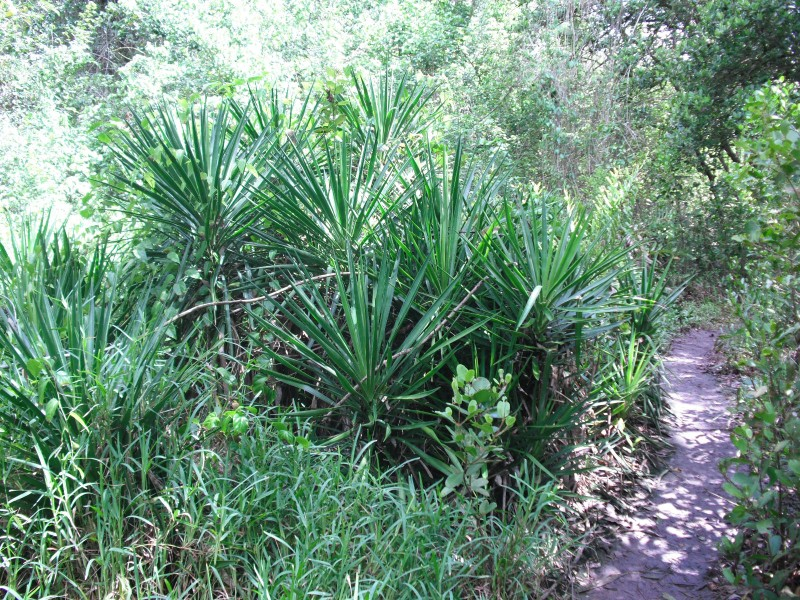
Küstenvegetation

Die Vegetation besteht hauptsächlich aus Mangroven und Kasuarinen. Letztere drohten aufgrund von Waldbränden zu verschwinden. Es gibt auch andere Pflanzenarten, darunter Bäume wie Kokospalmen und Mandelbäume.

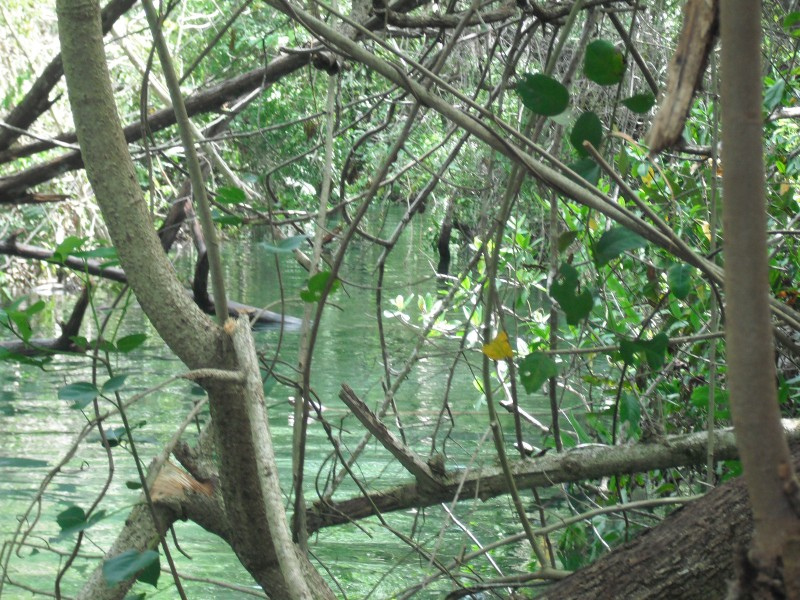
Küstenvegetation

## Wasser

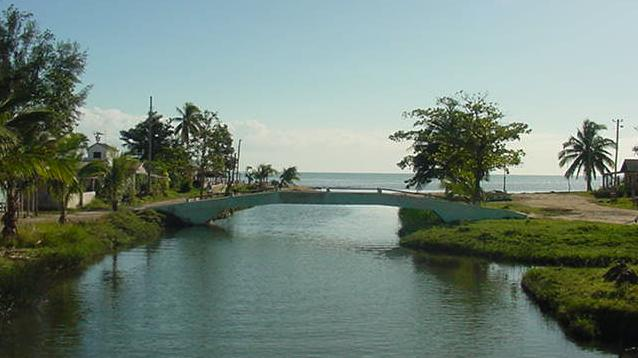
Der Fluss Mayabeque

An der Playa Mayabeque münden mehrere Nebenflüsse des Río Mayabeque. Der wichtigste dieser Nebenflüsse mündet am Anfang des Strandes; durch das Gebiet entlang dem Strand fließen weitere Nebenflüsse. Das Wasser dieser Flüsse ist meist den ganzen Tag über kalt.

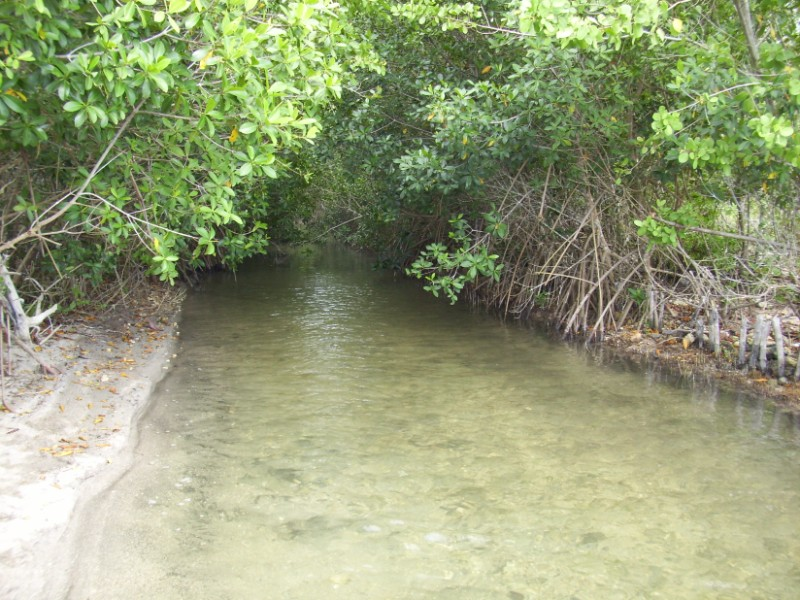
Kleiner Graben

Der Strand ist in seiner ganzen Länge schlammig. Dieser Art von Schlamm werden heilende Eigenschaften zugeschrieben. In einigen Teilen des Strandes finden sich häufig kleine Kolonien von Termiten, die Fischen und anderen Meerestieren als Nahrung dienen.

## Bevölkerung und Infrastruktur
Die Bevölkerungsdichte des Gebiets ist gering. Nur wenige Häuser sind ganzjährig bewohnt. Der Rest wird von Fischern für kurze Aufenthalte genutzt.
Die Häuser sind meist aus Holz oder Stroh mit Dächern aus Guano; nur wenige sind solider konstruiert. Trotzdem werden sie wegen ihrer Nähe zum Strand häufig von tropischen Wirbelstürmen teilweise oder völlig zerstört.
Der Strand wird das ganze Jahr über tagsüber von einer Cafeteria versorgt; in der Urlaubszeit ist das Angebot vielfältiger durch staatliche Organisationen und private Eigentümer, die während der Monate Juli und August in dieses Gebiet ziehen.
Der Nahverkehr ist außerhalb der Urlaubszeit recht begrenzt.

## Tourismus

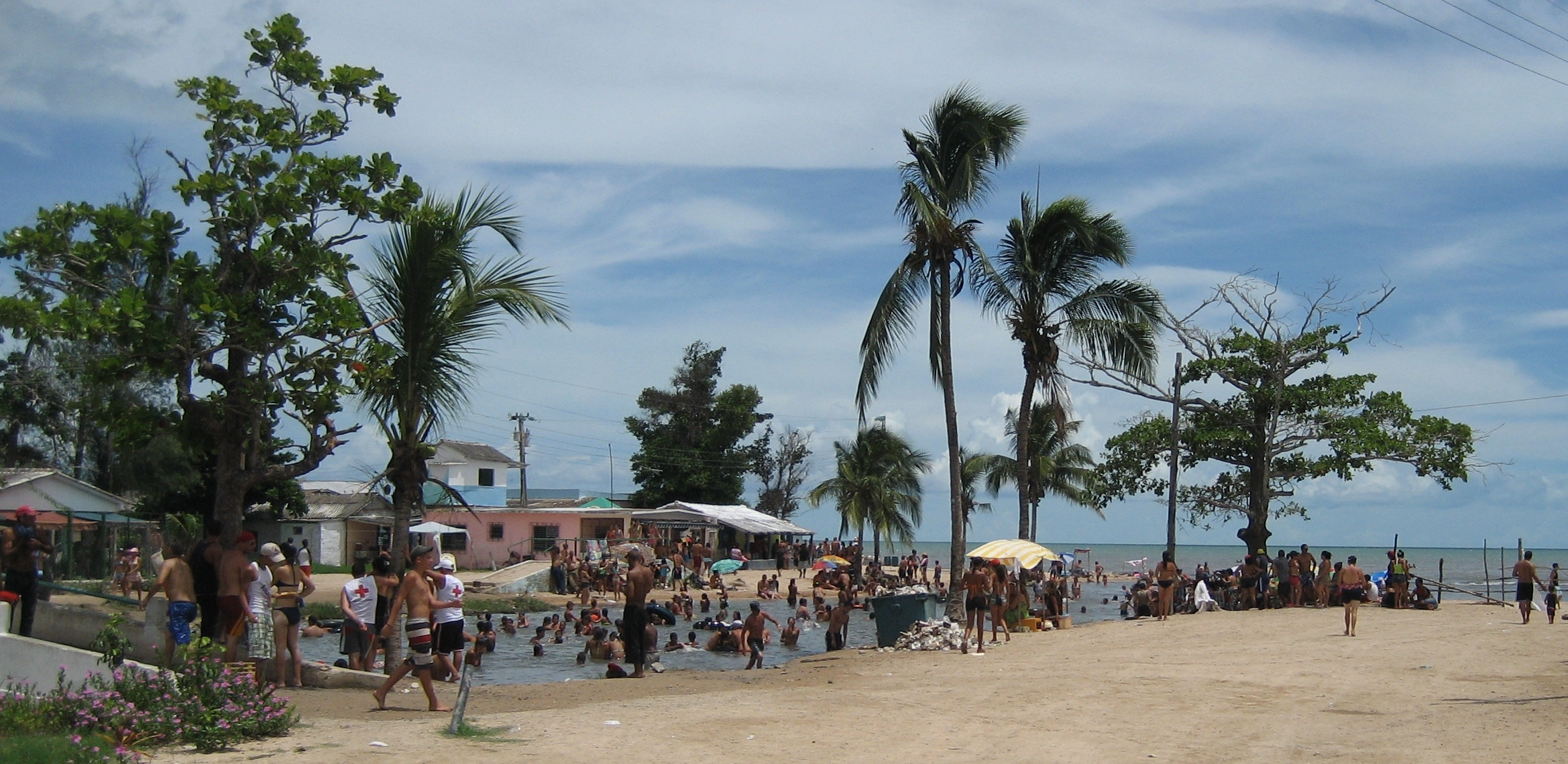
Schwimmer an der Mündung des kalten Gewässers des Rio Mayabeque

Im Sommer wird dieser Strand nicht nur von Schwimmern aus der Umgebung besucht, sondern auch aus anderen Orten. Das Wasser der Flüsse ist besonders bei Kindern beliebt, das Meer ist für Schwimmer von Interesse.
In den letzten Jahren gab es eine Tendenz, die Zahl der Menschen, die Sportfischerei betreiben, zu erhöhen, wodurch einige rustikale Boote, die diesem Zweck dienen, auftauchten.